# Gordinne
Gordinne fut une maison d'édition liégeoise familiale fondée par Charles Gordinne qui perdura de 1830 à 1959.

## Histoire
L'imprimerie belge est fondée la même année que celle de la révolution qui amènera à l'indépendance du pays.
Gordinne démarra l'impression d'imageries en 1910, puis les albums pour enfants en 1933, jusqu'à la déclaration de guerre.
Première à lancer des albums de bande dessinée en couleurs, elle avait démarré en 1846 par des chromos pour la chocolaterie Antoine et ensuite, en 1895, par des images d'Épinal.
Avec les éditions Chagor (mot-valise d'après le nom de son fondateur), elle a publié de nombreuses bandes dessinées de 1935 jusqu’au début des années 1950.
En 1946, un incendie ravagea les ateliers mais l'hebdomadaire continua à sortir : les ouvriers travaillaient dès 6h, parfois jusqu'à 22h.
Gordinne arrêta la bande dessinée en 1952, lorsque le franc français rendit impossible la diffusion du périodique illustré Wrill, tirant à 100 000 exemplaires, dont 80 000 pour la France et une partie pour les Pays-Bas en édition bilingue.
Le dernier dirigeant de l'imprimerie Richard Gordinne, descendant d'époque de Charles, anciennement « poilu » ainsi que résistant dans la presse clandestine sous l'Occupation, dû la fermer en 1959.

## Géographie
L'imprimerie, située jadis à Liège, partait de la rue Méan jusqu'à la Dérivation.

## Effectifs
L'imprimerie comptait 200 ouvriers : à sa fermeture en 1959, il en restait 50.

## Principaux auteurs publiés
- Raymond Cazanave, Prince malgré lui
- Chott, pseudonyme de Pierre Mouchot, Mowg, fils de la brousse, L'or de Omahas
- Albert Fromenteau, alias Alef, Wrill le renard, La captive de Frok Manoir, Romuald chat sans peur au château des souris libre, Les aventures de Pous-Pouss, ...
- Gervy, Le trésor de l' île aux mouettes, Bobby reporter.
- Henry Le Monnier, Les inventions du professeur Azimut, Jean d'Armor.
- Etienne Le Rallic, La Cavalière du Texas, Corsaire des îles, Les Foulards noirs, ...
- Marijac, Le tour du monde de Césarin l'intrépide, Capitaine Pat' Fol, Joe Bing l'intrépide, ...
- Mat pseudonyme de Marcel Turlin, Les Farces de Tutur et Tatave.
- Al Peclers, Les aventures de Tchantchès, Roger la bagarre, Les tribulations de Jehan Niguedouille, ...
- Joseph Pinchon, Olive et Bengali, Les aventures de Gringalou, Patounet, Giboulard & Cie, ...
- André Rigal, Les aventures du cap'taine Sabord, un ami fidèle, Les aventures du cap'taine Sabord, l'ile mystérieuse, ...
- Robert Rigot, Dako le Corsaire.
- Jean Trubert, Les aventures du marquis de la Panse d'A, Capitaine Pipe.
- Vica, Les aventures de Vica, Vica au Pôle Nord, ...

## Périodiques publiés
- Capt'aine Sabord, de février 1947 à mai 1949.
- Wrill, de juillet 1945 à mai 1949.

### Documentation
- Dany Evrard et Michel Roland, Gordinne, éditeur Liégeois, pionnier de le bande dessinée, Liège, Deville Graphic, 1992.